# How to Deal
How to Deal is een Amerikaanse romantische komedie uit 2003, geregisseerd door Clare Kilner en geproduceerd door Erica Huggins. De hoofdrollen worden vertolkt door Mandy Moore, Allison Janney en Trent Ford.

## Verhaal
Halley, een jonge highschool-studente heeft een normaal leven tot ze een jongen ontmoet.

## Rolbezetting
| Acteur             | Personage               | Opmerkingen        |
| ------------------ | ----------------------- | ------------------ |
| Mandy Moore        | Halley Marie Martin     |                    |
| Allison Janney     | Lydia Williams Martin   |                    |
| Trent Ford         | Macon Forrester         |                    |
| Alexandra Holden   | Scarlett Smith          |                    |
| Dylan Baker        | Steve Beckwith          |                    |
| Nina Foch          | Oma Williams            |                    |
| Mackenzie Astin    | Lewis Gibson Warsher II |                    |
| Connie Ray         | Marion Smith            |                    |
| Mary Garrison      | Ashley Renee Martin     |                    |
| Sonja Smits        | Carol Warsher           |                    |
| Laura Catalano     | Lorna Queen             |                    |
| Ray Kahnert        | Donald Sherwood         |                    |
| Andrew Gillies     | Buck Warsher            |                    |
| John White         | Michael Sherwood        |                    |
| Alison MacLeod     | Sharon Sherwood         |                    |
| Bill Lake          | Ed                      |                    |
| Charlotte Sullivan | Elizabeth Gunderson     |                    |
| Philip Akin        | Mr. Bowden              |                    |
| Claire Crawford    | Naaister                |                    |
| Ennis Esmer        | Ronnie                  |                    |
| Thomas Hauff       | Minister                |                    |
| Peter Gallagher    | Len Martin              | niet op aftiteling |